# 山本泰之
山本 泰之（やまもと やすゆき、1953年 - ）は、鳥取県出身の元アマチュア野球選手（投手）。

## 来歴・人物
八頭高等学校では、エースとして1971年に夏の甲子園予選東中国大会決勝に進むが、岡義朗、ケネス・ハワード・ライトのいた岡山東商に敗退、甲子園出場を逸する。
卒業後は駒澤大学に進学。東都大学野球リーグでもエースとして1974年春季リーグで優勝、最優秀投手、ベストナインに選出された。1975年には春秋季連続優勝に貢献。両季とも最高殊勲選手、最優秀投手、ベストナインに選出。同年の大学日本選手権でも決勝で大商大の齊藤明雄に投げ勝ち優勝、第4回日米大学野球選手権大会日本代表となる。同期の水谷啓昭、1年下の森繁和と強力投手陣を組んだ。リーグ通算48試合登板、18勝9敗。大学同期に水谷の他、駒大三羽ガラスと言われた中畑清、平田薫、二宮至がいた。
大学卒業後は社会人野球の神戸製鋼に入社。1977年の都市対抗では優勝を経験。増岡義教（三菱重工神戸から補強）、登記欣也が投手陣の主軸であったが、準々決勝では丸善石油を相手に先発している。同年の社会人野球日本選手権では登記との継投で準決勝に進出するが、大学後輩である住友金属の森繁和に抑えられ完封負け。1978年の社会人野球日本選手権は、2回戦で電電九州を完封。準々決勝に進むが東京ガスの松沼博久に完封を喫する。同年の第25回アマチュア野球世界選手権日本代表にも選出された。1979年の社会人野球日本選手権は登記がプロ入りし、エースとして準々決勝に進むが住友金属に敗退。同年の第4回インターコンチネンタルカップ日本代表となる。